# أسامة بريش
أسامة بريش لاعب كرة قدم سوداني لعب لنادي المريخ السوداني في فترة التسعينيات، وكان آخر هداف لدوري السودان العام موسم 1995 وأول هداف للدوري الممتاز موسم 1996. وكان صاحب هدف الفوز في نهائي كأس السودان 1996 في مرمى الهلال.
بدأ بريش مع نادي الموردة ثم انتقل إلى أهلي الخرطوم، وبعدها إلى نادي المريخ وحقق معه لقبي الدوري والكأس مرة لكلٍ منهما، بعد ذلك احترف في منطقة الخليج العربي وتحديداً في ناديي عمان العماني والقادسية القطري (السيلية حالياً).

## الإنجازات

### مع المريخ
- الدوري السوداني الممتاز (1): 1997.
- كأس السودان (1): 1996.